# Aristea compressa
Aristea compressa là một loài thực vật có hoa trong họ Diên vĩ. Loài này được Buchinger ex Baker miêu tả khoa học đầu tiên năm 1877.